# Saison 9 d'Hercule Poirot
Chronologie
Saison 8 Saison 10
Cet article présente le guide des épisodes de la saison 9 de la série télévisée britannique Hercule Poirot (Agatha Christie's Poirot).

## Distribution principale
- David Suchet (VF : Roger Carel) : Hercule Poirot

## Invités
- Aidan Gillen : Amyas Crale (épisode 1)
- Toby Stephens : Philip Blake (épisode 1)
- Aimee Mullins : Lucy Crale (épisode 1)
- Gemma Jones : Mrs Williams (épisode 1)
- Talulah Riley : Angela jeune (épisode 1)
- Rupert Penry-Jones : Robby Winter (épisode 2)
- Kelly Reilly : Mary Gerrard (épisode 2)
- Paul McGann : Peter Lord (épisode 2)
- Emily Blunt : Linnet Ridgeway (épisode 3)
- Daniel Lapaine : Tim Allerton (épisode 3)
- David Soul : Andrew Pennington (épisode 3)

## Épisodes

### Épisode 1:Cinq Petits Cochons
- Royaume-Uni : 14 décembre 2003

- Rachael Stirling (Caroline Crale)
- Aidan Gillen (Amyas Crale)
- Toby Stephens (Philip Blake)
- Marc Warren (Meredith Blake)
- Aimee Mullins (Lucy Crale)
- Julie Cox (Elsa Greer)
- Gemma Jones (Miss Williams)
- Sophie Winkleman (Angela Warren)
- Talulah Riley (Angela jeune)
- Patrick Malahide (Depleach)
- Annette Badland (Mme Spriggs)
- Roger Brierley (juge)
- Richard Teverson (Hollinghurst)
- Melissa Suffield (Lucy jeune)
- Lottie Unwin (Caroline jeune)
- Darien Smith (Amyas jeune)
- Jacek Bilinski (Philip jeune)
- Joel de Temperley (Meredith jeune)

Il y a quatorze ans Caroline Crale fut jugée coupable du meurtre de son mari puis pendue. Aujourd'hui la fille de Caroline demande à Poirot de ré-enquêter sur le meurtre de son père, sûre de l'innocence de sa mère. Poirot va devoir trouver la solution à partir des seuls témoignages des cinq protagonistes de l'époque...
- Elsa Greer

### Épisode 2:Je ne suis pas coupable
- Royaume-Uni : 26 décembre 2003

- Elisabeth Dermot Walsh (Elinor Carlisle)
- Rupert Penry-Jones (Roddy Winter)
- Kelly Reilly (Mary Gerrard)
- Paul McGann (Dr Peter Lord)
- Phyllis Logan (infirmière Hopkins)
- Marion O'Dwyer (infirmière O'Brien)
- Diana Quick (Mme Welman)
- Stuart Laing (Ted Horlick)
- Jack Galloway	(Marsden)
- Geoffrey Beevers (Seddon)
- Alistair Findlay (avocat de l'accusation)
- Linda Spurrier (Mme Bishop)
- Ian Taylor (commerçant)
- Timothy Carlton (juge)
- Louise Callaghan (femme de chambre d'Hunterbury)

Elinor Carlisle est accusée d'avoir assassiné sa rivale en amour Mary Gerrard. Tous les indices pointent vers elle et elle a un mobile. Mais le Dr Lord n'est pas convaincu. Quelques mois plus tôt, il a fait appel à son ami Poirot pour trouver l'auteur d'une lettre anonyme envoyée à Elinor menaçant la mort prochaine de sa tante Laura, alors très malalde. Elinor et son fiancé Roddy se rendent à son chevet et rencontrent Mary Gerrard, qui est à ses soins avec deux infirmières. Laura décèdera une nuit emportée par la maladie. Après les funérailles, Roddy, qui est entretemps tombé amoureux de Mary, quitte Elinor.
- Miss Hopkins (infirmière et tante de Mary Gerrard)

### Épisode 3:Mort sur le Nil
- Royaume-Uni : 12 avril 2004

- James Fox (acteur) (Colonel Race)
- Emma Griffiths Malin (Jacqueline De Bellefort)
- J.J. Feild (Simon Doyle)
- Emily Blunt (Linnet Ridgeway)
- Judy Parfitt (Miss Van Schuyler)
- Daisy Donovan (Cornelia Robson)
- Barbara Flynn (Mme Allerton)
- Daniel Lapaine (Tim Allerton)
- David Soul (Andrew Pennington)
- Frances de la Tour (Salome Otterbourne)
- Zoe Telford (Rosalie Otterbourne)
- Alastair Mackenzie (Ferguson)
- Steve Pemberton (Dr Bessner)
- George Antoni (manager de la croisière)
- Elodie Kendall (Joanna Southwood)
- Félicité Du Jeu (Louise Bourget)

- Simon Doyle et Jacqueline de Bellefort

### Épisode 4:Le Vallon
- Royaume-Uni : 30 aout 2004

- Jonathan Cake (John Christow)
- Megan Dodds (Henrietta Savernake)
- Claire Price (Gerda Christow)
- Caroline Martin (Midge Hardcastle)
- Edward Hardwicke (Sir Henry Angkatell)
- Tom Georgeson (inspecteur Grange)
- Jamie de Courcey (Edward Angkatell)
- Lysette Anthony (Veronica Cray)
- Sarah Miles (Lucy Angkatell)
- Edward Fox (Gudgeon)
- Ian Talbot (Victor Simms)
- Angela Curran (Frances Simms)
- Lucy Briers (Beryl Collins)
- Dale Rapley (Sergent Coombes)
- Teresa Churcher (en) (Elsie Patterson)
- Harriet Cobbold (Simmons)
- Andrew Watson (jeune officier)
- Paula Jacobs (Mme Pearstock)

- Gerda Christow